# Prostitution à la Jamaïque
La prostitution en Jamaïque est illégale mais largement tolérée,, en particulier dans les zones touristiques. L'ONUSIDA estime qu'il y a 18 696 prostituées dans le pays.
L'île est une destination de tourisme sexuel. Le roman de Terry McMillan, et plus tard le film, Sans complexes, était basé sur le sujet du tourisme sexuel féminin en Jamaïque. Le sexe transactionnel est également un phénomène répandu.
Le trafic sexuel est un problème dans le pays.

## Description
Les prostituées sollicitent à leur domicile ou rejoignent les clients dans leur chambre d'hôtel ou chez eux. Un certain nombre de prostituées dansent dans des boîtes de nuit pour adultes et un pourcentage d'entre elles viennent d'autres pays. Ces prostituées travaillent dans les boîtes de nuit les plus sophistiquées de Kingston, qui s'adressent principalement aux touristes, aux travailleurs étrangers, aux diplomates et aux habitants aisés. D'autres clubs ont pour la plupart des prostituées locales, dont certaines ont des emplois de jour réguliers. À Ocho Rios, les prostituées paient au propriétaire de la boîte de nuit des frais pour utiliser les boîtes de nuit afin de trouver des clients.
Les salons de massage en Jamaïque fonctionnent parfois comme des façades pour les bordels. Ceux-ci sont annoncés dans les magazines pornographiques locaux et dans les journaux officiels. Les danseurs des établissements de lap dance et de strip-tease proposent parfois des services sexuels en marge.
On trouve des prostituées gays travaillant dans les hôtels en tant que coordinateurs du divertissement. La prostitution masculine flagrante est rare, car l'homophobie est répandue dans le pays. De ce fait, les hommes prostitués exercent généralement leurs activités de manière plus cachée.  
Les faveurs sexuelles en échange d'argent sont fréquemment constatées. À Ocho Rios, les membres d'équipage des navires de croisière visitent les salons près de la jetée où les travailleurs du sexe ont réservé des chambres. Certaines travailleuses du sexe réservent des chambres dans des complexes hôteliers tout compris pour trouver des clients parmi les touristes.

## Prostitution enfantine
Les difficultés économiques et les pressions sociales contribuent à la prévalence de la prostitution enfantine. Une étude de 2001 financée par l'OIT-IPEC a révélé que des enfants dès 10 ans se livrent à la prostitution pour les touristes. Les jeunes filles sont embauchées par des go-go clubs ou des salons de massage. Les enfants sont également victimes de traite interne à des fins d'exploitation sexuelle. Les enfants des rues se livrent également à la prostitution.

## Situation actuelle
La prostitution est actuellement encore une activité courante en Jamaïque. L'idée de faire de la «fast money» est très demandée lorsqu'il s'agit de tourisme sexuel clandestin. Au sein du pays, il semble que certaines jeunes filles soient détenues contre leur gré.  
La Jamaica SW Coalition travaille avec les travailleuses du sexe en Jamaïque depuis plus de dix ans. Le travail impliquait de s'engager auprès de la communauté des travailleurs du sexe pour les éduquer sur les droits humains fondamentaux en utilisant le modèle traditionnel d'éducation entre pairs. La Jamaica SW Coalition plaide actuellement pour la dépénalisation du travail du sexe.

## Trafic sexuel
La Jamaïque est un pays d'origine et de destination pour les adultes et les enfants victimes de trafic sexuel. Le trafic sexuel de femmes et d'enfants jamaïcains, y compris de garçons, se produirait dans les rues et dans les boîtes de nuit, les bars, les salons de massage, les hôtels et les maisons privées, y compris dans les villes de villégiature. Les trafiquants utilisent de plus en plus les plateformes de réseaux sociaux pour recruter des victimes. Des citoyens jamaïcains ont été victimes de trafic sexuel à l'étranger, notamment dans d'autres pays des Caraïbes, au Canada, aux États-Unis et au Royaume-Uni.

### Implication du gouvernement
Le gouvernement jamaïcain prétend avoir un plan pour éliminer complètement la traite des êtres humains. La Jamaïque est actuellement classée comme étant de niveau 2, ce qui signifie que son gouvernement ne se conforme pas entièrement à la norme minimale énoncée dans la loi américaine sur la prévention des victimes de la traite, mais qu'elle a fait des progrès significatifs dans ses tentatives de respecter ces normes.